# 東涌中
東涌中（英語：Tung Chung Central，代號：T05）是香港離島區議會屬下的選區，2007年設立，2019年採用現名，2023年取消，末任區議員為公民黨成員李嘉豪。

## 範圍
選區位於東涌新市鎮，由映灣園、藍天海岸、影岸紅和水藍．天岸組成，與其相連的選區有大嶼山和東涌南選區，投票站設於東涌市政大樓內的東涌社區會堂。

## 沿革
2003年區議會選舉，本區屬於東涌新市鎮選區，隨著區內的屋苑入伙，人口遠遠超出一萬七千人的選區人口限額，選舉管理委員會於2007年將北大嶼山公路以北至東涌海濱路迎禧路以南劃為東涌北選區。
2007年區議會選舉，當時選區人口約18,579人，其中有4,188位選民，民主建港協進聯盟派出資訊科技公司總監鄭天樂、公民黨推出事務律師林有嫺，同時社民連推出黃光義，自由黨的文家裕參選。演變成兩個建制派對兩個民主派，另外再加一個無黨派的職業飛機師譚文豪，形成五人混戰，亦是離島區另一個公民黨社民連「撞區」的選區。最後由公民黨林有嫺勝出，以554票打敗鄭天樂的466票，譚文豪的441票，文家裕的69票，黃光義的50票。
2011年區議會選舉，人口估算約22,048人，其中有6,290位選民，公民黨的林有嫺傳位予職業飛機師譚文豪，對手是建制派支持的無黨派人士林悅，最終林悅以1,509票擊敗取得1,177票的譚文豪。其後法庭以「企圖以欺騙手段取得金錢利益罪名成立」判處林悅入獄21個月，依例褫奪議員資格，故須在2014年4月27日進行補選，候選人分別為曾任離島區議會委任議員的香港教育工作者聯會黃楚標學校校長梁兆棠、航空保安張芳嫻和公民黨提名的大律師余俊翔，最終余俊翔取得1,330票當選。
2015年區議會選舉，估算約有22,450人，其中7,494位選民，公民黨的余俊翔爭取連任，對手是新民黨成員傅曉琳。最終傅曉琳取得1,929票，以32票之差險勝余俊翔當選，為當屆選舉中，新民黨唯一擊敗公民黨對手的選區。
2019年區議會選舉，由於東涌人口持續增加，選管會在東涌海濱路迎禧路以北範圍新增東涌北選區，本區相應更名為東涌中，並將區內的海堤灣畔及海珀名邸分別劃入東涌南選區及東涌北選區，以平衡三個選區的人口，改動後估算人口約20,712人，其中有7,333位選民。結果公民黨李嘉豪以三百多票差距擊敗傅曉琳當選。2021年6月20日，李及其他十名公民黨各自在社交網站宣佈退黨。其後7月8日，因應政府計劃追討協助民主派初選區議員的酬金津貼傳聞所帶動的區議員辭職潮中，李於facebook宣佈辭任區議員。

## 歷屆議員
| 屆別                 | 議員   | 政治聯繫 | 政治聯繫        |
| -------------------- | ------ | -------- | --------------- |
| 2008年－2011年       | 林有嫺 |          | 公民黨          |
| 2012年－2014年       | 林悅   |          | 新 新社聯       |
| 2014年－2015年       | 余俊翔 |          | 公民黨          |
| 2016年－2019年       | 傅曉琳 |          | 新民黨          |
| 2020年－2021年7月8日 | 李嘉豪 |          | 公民黨 → 無黨籍 |
| 2021年7月9日－2023年 | 懸空   | 懸空     | 懸空            |

## 歷屆選舉結果
| 政党   | 政党   | 候选人    | 票数  | %     | ±      |
| ------ | ------ | --------- | ----- | ----- | ------ |
|        | 公民黨 | ①. 李嘉豪 | 2,708 | 53.44 | +3.86  |
|        | 新民黨 | ②. 傅曉琳 | 2,359 | 46.56 | -3.86  |
| 多数票 | 多数票 | 多数票    | 349   | 6.89  | 不適用 |

| 政党   | 政党   | 候选人 | 票数  | %     | ±      |
| ------ | ------ | ------ | ----- | ----- | ------ |
|        | 新民黨 | 傅曉琳 | 1,929 | 50.42 | 不適用 |
|        | 公民黨 | 余俊翔 | 1,897 | 49.58 | +0.06  |
| 多数票 | 多数票 | 多数票 | 32    | 0.84  | 不適用 |

| 政党   | 政党   | 候选人 | 票数  | %     | ±      |
| ------ | ------ | ------ | ----- | ----- | ------ |
|        | 公民黨 | 余俊翔 | 1,330 | 49.52 | +5.70  |
|        | 无党籍 | 梁兆棠 | 1,299 | 48.36 | 不適用 |
|        | 无党籍 | 張芳嫻 | 57    | 1.22  | 不適用 |
| 多数票 | 多数票 | 多数票 | 31    | 1.16  | 不適用 |

| 政党   | 政党   | 候选人 | 票数  | %     | ±      |
| ------ | ------ | ------ | ----- | ----- | ------ |
|        | 无党籍 | 林悅   | 1,509 | 56.18 | 不適用 |
|        | 公民黨 | 譚文豪 | 1,177 | 43.82 | +15.91 |
| 多数票 | 多数票 | 多数票 | 332   | 12.36 | 不適用 |

| 政党   | 政党   | 候选人 | 票数 | %     | ±      |
| ------ | ------ | ------ | ---- | ----- | ------ |
|        | 公民黨 | 林有嫺 | 554  | 35.06 | 不適用 |
|        | 民建聯 | 鄭天樂 | 466  | 29.49 | 不適用 |
|        | 无党籍 | 譚文豪 | 441  | 27.91 | 不適用 |
|        | 自由黨 | 文家裕 | 69   | 4.37  | 不適用 |
|        | 社民連 | 黃光義 | 50   | 3.16  | 不適用 |
| 多数票 | 多数票 | 多数票 | 88   | 5.57  | 不適用 |